# Liste der Buchtitel Belletristik auf der Spiegel-Bestsellerliste 2020
Die Liste der Buchtitel Belletristik auf der Spiegel-Bestsellerliste 2020 enthält die 138 literarische Werke, welche sich im Kalenderjahr als Hardcover-Ausgaben auf der wöchentlich erscheinen, 20 Positionen umfassenden Bestsellerliste platziert hatten.
Die Marschmädchengeschichte von Delia Owen war dabei in allen 53 Wochen auf der Liste, 30 Wochen war das philosophische Buch von  Pascal Mercier platziert und Lucinda Rileys Familiengeschichte hielt sich 29 Wochen.
Hanser, Fischer und Diogenes konnten mit jeweils 9 Buchtiteln die meisten Titel ihres Verlages im Jahr 2020 platzieren.
| Autor                                    | Titel                                                                                                 | Anzahl Nr. 1 Platzierungen |
| ---------------------------------------- | --- | -------------------------- |
| Jussi Adler-Olsen                        | Opfer 2117                                                                                            |                            |
| Cecelia Ahern                            | Postscript. Was ich dir noch sagen möchte                                                             |                            |
| Isabel Allende                           | Dieser weite Weg                                                                                      |                            |
| David Baldacci                           | Exekution                                                                                             |                            |
| Marco Balzano                            | Ich bleibe hier                                                                                       |                            |
| Christian Baron                          | Ein Mann seiner Klasse                                                                                |                            |
| Simon Beckett                            | Versteckt                                                                                             |                            |
| Mark Benecke Kat Menschik                | Kat Menschiks und des Diplom-Biologen Doctor Rerum Medicinalium Mark Beneckes Illustrirtes Thierleben |                            |
| Jennifer Benkau                          | One True Queen. Aus Schatten geschmiedet                                                              |                            |
| Renate Bergmann                          | Dann bleiben wir eben zu Hause!                                                                       | 4                          |
| Christian Berkel                         | Ada                                                                                                   |                            |
| Bov Bjerg                                | Serpentinen                                                                                           |                            |
| Matthias Brandt                          | Blackbird                                                                                             |                            |
| Anna Burns                               | Milchmann                                                                                             |                            |
| John Burnside                            | Über Liebe und Magie                                                                                  |                            |
| Andrea Camilleri                         | Das Bild der Pyramide                                                                                 |                            |
| Kiera Cass                               | Promised                                                                                              |                            |
| Lee Child                                | Der Bluthund                                                                                          |                            |
| Tom Clancy Mike Maden                    | Letzte Entscheidung                                                                                   |                            |
| Cassandra Clare                          | Chain of Gold                                                                                         |                            |
| Suzanne Collins                          | Die Tribute von Panem X – Das Lied von Vogel und Schlange                                             | 4                          |
| Lætitia Colombani                        | Das Haus der Frauen                                                                                   | 1                          |
| Christelle Dabos                         | Die Spiegelreisende. Im Sturm des Echos                                                               |                            |
| Adeline Dieudonné                        | Das wirkliche Leben                                                                                   |                            |
| Petra Durst-Benning                      | Die Fotografin. Die Welt von morgen                                                                   |                            |
| Petra Durst-Benning                      | Die Fotografin. Die Stunde der Sehnsucht                                                              |                            |
| Sabine Ebert                             | Schwert und Krone. Preis der Macht                                                                    |                            |
| Lisa Eckhart                             | Omama                                                                                                 |                            |
| Andreas Eschbach                         | Eines Menschen Flügel                                                                                 |                            |
| Elena Ferrante                           | Das lügenhafte Leben der Erwachsenen                                                                  |                            |
| Sebastian Fitzek                         | Das Geschenk                                                                                          | 6                          |
| Sebastian Fitzek                         | Der Heimweg                                                                                           | 9                          |
| Sebastian Fitzek [Hrsg.]                 | Identität 1142                                                                                        |                            |
| Ken Follett                              | Kingsbridge. Der Morgen einer neuen Zeit                                                              | 2                          |
| Susanne Fröhlich                         | Ausgemustert                                                                                          |                            |
| Cornelia Funke                           | Reckless. Auf silberner Fährte                                                                        |                            |
| Rebecca Gablé                            | Teufelskrone                                                                                          |                            |
| Robert Galbraith                         | Böses Blut                                                                                            |                            |
| Jane Gardam                              | Robinsons Tochter                                                                                     |                            |
| Martha Grimes                            | Inspektor Jury und die Tote am Strand                                                                 |                            |
| John Grisham                             | Das Manuskript                                                                                        |                            |
| John Grisham                             | Die Wächter                                                                                           |                            |
| David Grossman                           | Was Nina wusste                                                                                       |                            |
| Axel Hacke                               | Wozu wir da sind                                                                                      |                            |
| Anna Katharina Hahn                      | Aus und davon                                                                                         |                            |
| Dörte Hansen                             | Mittagsstunde                                                                                         |                            |
| Elke Heidenreich                         | Männer in Kamelhaarmänteln                                                                            |                            |
| Monika Helfer                            | Die Bagage                                                                                            |                            |
| Christina Henry                          | Die Chroniken von Alice                                                                               |                            |
| Thomas Hettche                           | Herzfaden                                                                                             |                            |
| Julia Holbe                              | Unsere glücklichen Tage                                                                               |                            |
| Nick Hornby                              | Keiner hat gesagt, das du ausziehen sollst                                                            |                            |
| Jonas Jonasson                           | Der Massai, der in Schweden noch eine Rechnung offen hatte                                            |                            |
| Wladimir Kaminer                         | Rotkäppchen raucht auf dem Balkon                                                                     |                            |
| Bas Kast                                 | Das Buch eines Sommers                                                                                |                            |
| Stephen King                             | Blutige Nachrichten                                                                                   |                            |
| Stephen King                             | Das Institut                                                                                          |                            |
| Marc-Uwe Kling                           | QualityLand 2.0                                                                                       |                            |
| Volker Klüpfel Michael Kobr              | Draussen                                                                                              |                            |
| Volker Klüpfel Michael Kobr              | Funkenmord                                                                                            | 3                          |
| Carmen Korn                              | Und die Welt war jung                                                                                 |                            |
| Jay Kristoff                             | Nevernight. Die Rache                                                                                 |                            |
| Ildikó von Kürthy                        | Es wird Zeit                                                                                          |                            |
| Volker Kutscher                          | Olympia                                                                                               |                            |
| Sarah Lark                               | Schicksalssterne                                                                                      |                            |
| Donna Leon                               | Geheime Quellen                                                                                       |                            |
| Till Lindemann                           | 100 Gedichte                                                                                          |                            |
| Charlotte Link                           | Ohne Schuld                                                                                           |                            |
| Claire Lombardo                          | Der größte Spaß, den wir je hatten                                                                    |                            |
| Maja Lunde                               | Die Letzten ihrer Art                                                                                 |                            |
| Sandra Lüpkes                            | Die Schule am Meer                                                                                    |                            |
| Paul Maar                                | Wie alles kam                                                                                         |                            |
| Sarah J. Maas                            | Crescent City. Wenn das Dunkel erwacht                                                                |                            |
| Hilary Mantel                            | Spiegel und Licht                                                                                     |                            |
| Victoria Mas                             | Die Tanzenden                                                                                         |                            |
| Nicolas Mathieu                          | Rose Royal                                                                                            |                            |
| Susanne Matthiessen                      | Ozelot und Friesennerz                                                                                |                            |
| Ian McEwan                               | Die Kakerlake                                                                                         |                            |
| Karen M. McManus                         | One of us is next                                                                                     |                            |
| Pascal Mercier                           | Das Gewicht der Worte                                                                                 | 3                          |
| Stephenie Meyer                          | Biss zur Mitternachtssonne                                                                            | 1                          |
| Joachim Meyerhoff                        | Hamster im hinteren Stromgebiet                                                                       | 1                          |
| Dror Mishani                             | Drei                                                                                                  |                            |
| Jojo Moyes                               | Wie ein Leuchten in tiefer Nacht                                                                      |                            |
| Benjamin Myers                           | Offene See                                                                                            |                            |
| Jo Nesbø                                 | Ihr Königreich                                                                                        |                            |
| Jo Nesbø                                 | Messer                                                                                                |                            |
| Håkan Nesser                             | Barbarotti und der schwermütige Busfahrer                                                             |                            |
| Håkan Nesser                             | Der Choreograph                                                                                       |                            |
| Ingrid Noll                              | In Liebe Dein Karl                                                                                    |                            |
| Sigrid Nunez                             | Der Freund                                                                                            |                            |
| Deniz Ohde                               | Streulicht                                                                                            |                            |
| Katja Oskamp                             | Marzahn, mon amour                                                                                    |                            |
| Delia Owens                              | Der Gesang der Flusskrebse                                                                            | 6                          |
| Klaas Kern Paluten                       | Freedom. Die Schmahamas-Verschwörung                                                                  |                            |
| Christopher Paolini                      | Infinitum. Die Ewigkeit der Sterne                                                                    |                            |
| Ilja Leonard Pfeijffer                   | Grand Hotel Europa                                                                                    |                            |
| Ursula Poznanski                         | Cryptos                                                                                               |                            |
| Ursula Poznanski                         | Erebos 2                                                                                              |                            |
| Peter Prange                             | Eine Familie in Deutschland                                                                           |                            |
| Peter Prange                             | Winter der Hoffnung                                                                                   |                            |
| Leif Randt                               | Allegro Pastell                                                                                       |                            |
| Kathy Reichs                             | Das Gesicht des Bösen                                                                                 |                            |
| Perry Rhodan                             | Der Einsame der Tiefe                                                                                 |                            |
| Brigitte Riebe                           | Die Schwestern vom Ku‘damm                                                                            |                            |
| Lucinda Riley                            | Die Sonnenschwester                                                                                   |                            |
| Sally Rooney                             | Normale Menschen                                                                                      |                            |
| Hans Rosenfeldt                          | Wolfssommer                                                                                           |                            |
| Dirk Roßmann                             | Der neunte Arm des Oktopus                                                                            |                            |
| Eugen Ruge                               | Metropol                                                                                              |                            |
| George Saunders                          | Fuchs 8                                                                                               |                            |
| Ferdinand von Schirach                   | Gott                                                                                                  |                            |
| Ferdinand von Schirach                   | Kaffee und Zigaretten                                                                                 |                            |
| Tobias Schlegl                           | Schockraum                                                                                            |                            |
| Bernhard Schlink                         | Abschiedsfarben                                                                                       | 1                          |
| Wolfgang Schorlau                        | Kreuzberg Blues                                                                                       |                            |
| Jasmin Schreiber                         | Marianengraben                                                                                        |                            |
| Ingo Schulze                             | Die rechtschaffenen Mörder                                                                            |                            |
| Robert Seethaler                         | Der letzte Satz                                                                                       | 4                          |
| Lutz Seiler                              | Stern 111                                                                                             | 5                          |
| Graeme Simsion                           | Das Rosie-Resultat                                                                                    |                            |
| Standart Skill Matthias Kempke           | Standart Skill – Voll verglitcht!                                                                     |                            |
| Karin Slaughter                          | Die verstummte Frau                                                                                   |                            |
| Nicholas Sparks                          | Wenn du zurückkehrst                                                                                  |                            |
| Saša Stanišić                            | Herkunft                                                                                              | 1                          |
| Elizabeth Strout                         | Die langen Abende                                                                                     |                            |
| Martin Suter Benjamin von Stuckrad-Barre | Alle sind so ernst geworden                                                                           |                            |
| Lisa Taddeo                              | Three Women - drei Frauen                                                                             | 1                          |
| Serena Valentino                         | Das Geheimnis der dunklen Fee                                                                         |                            |
| Serena Valentino                         | Das verzauberte Haar                                                                                  |                            |
| Mario Vargas Llosa                       | Harte Jahre                                                                                           |                            |
| Rolando Villazón                         | Amadeus auf dem Fahrrad                                                                               |                            |
| Martin Walker                            | Connaisseur                                                                                           | 1                          |
| Anne Weber                               | Annette, ein Heldinnenepos                                                                            |                            |
| Jan Weiler                               | Die Ältern                                                                                            |                            |
| Tad Williams                             | Das Reich der Grasländer. Der letzte König von Osten Ard                                              |                            |
| Charlotte Wood                           | Ein Wochenende                                                                                        |                            |
| Marah Woolf                              | Sister of the Stars                                                                                   |                            |